# Tonina hiša
Tonina hiša je dobro ohranjena tipična istrska hiša in torklja (mlin za oljke) v vasi Sveti Peter v občini Piran. Bila je last premožne kmečke družine. Ime je dobila po zadnji lastnici Antoniji Gorela - Toni. 
Enonadstropna stavba je zidana iz lokalnega istrskega kamna. V pritličju je ohranjen kamniti mlin za oljke z vsemi napravami in orodjem, kakršnega so uporabljali do sredine 20. stoletja. V prostoru je tudi stiskalnica za oljke. V posebnem prostoru je kamnit rezervoar za oljčno olje.
V bivalni del v prvem nadstropju se dostopa po zunanjem stopnišču, ki se zaključi z baladurjem. V njem sta dva prostora, kuhinja z jedilnico in spalnica. Opremljena sta v takšnem stilu kot je bil običajen do sredine 20. stoletja. V kuhinji je odprto ognjišče. 
Stavba je spominsko zaščitena kot državni spomenik lokalnega pomena in je  v upravljanju Pomorskega muzeja Sergeja Mašere iz Pirana.

### Galerija slik
- Mlin za olive
- Stiskalnica
- Kamnit rezervoar za olje
- Odprto ognjišče
- Jedilni kot
- Posoda
- Kuhinjski pripomočki
- Omara
- Omare
- Postelja